# Amarillo cadmio
El amarillo cadmio, a veces llamado cadmín, es un color conseguido a partir del cadmio descubierto en Alemania en 1817 por Friedrich Stromeyer.
En 1830 ya se usaba el amarillo de cadmio como pigmento, pero su uso no se extendió hasta 1849 cuando comenzó a fabricarse en grandes cantidades.

## Composición
Amarillo de cadmio: Cristales mixtos de sulfuro de cadmio y sulfuro de zinc.
Tiene una densidad entre 4,04 y 4,49 Kg/l y una tasa de absorción de aceite de 16-26/100 en peso.
Durante el proceso de elaboración del pigmento, si se incorpora selenio, se obtiene un tono anaranjado o rojo, incluso un poco azulado. El tamaño de las partículas también influye en el tono y color obtenido.
Los pigmentos de cadmio suelen tener impurezas, normalmente sulfuro de zinc, formando cristales mixtos. Los pigmentos cadmofix, cadmolit o cadmopon pueden tener hasta un 50% de sulfato de bario, siendo menos valiosos desde el punto de vista pictórico.
Sólo las pinturas al óleo y acuarelas de más calidad contienen sulfuro de cadmio puro.
La greenockita, un raro mineral compuesto por sulfuro de cadmio, no se ha usado nunca como pigmento.
Algunas muestras de sulfuro de cadmio:

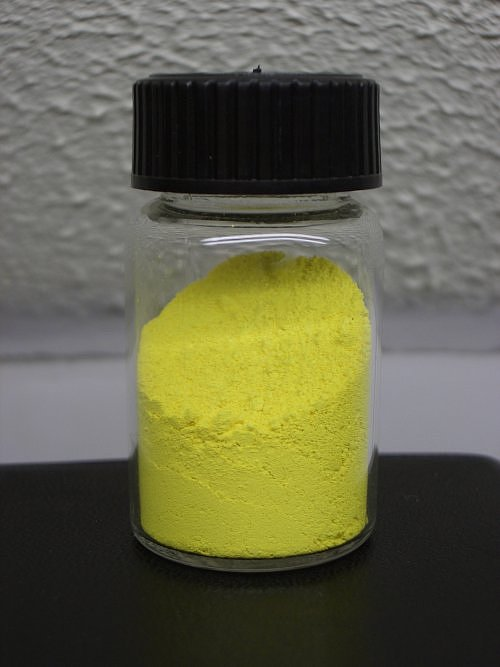
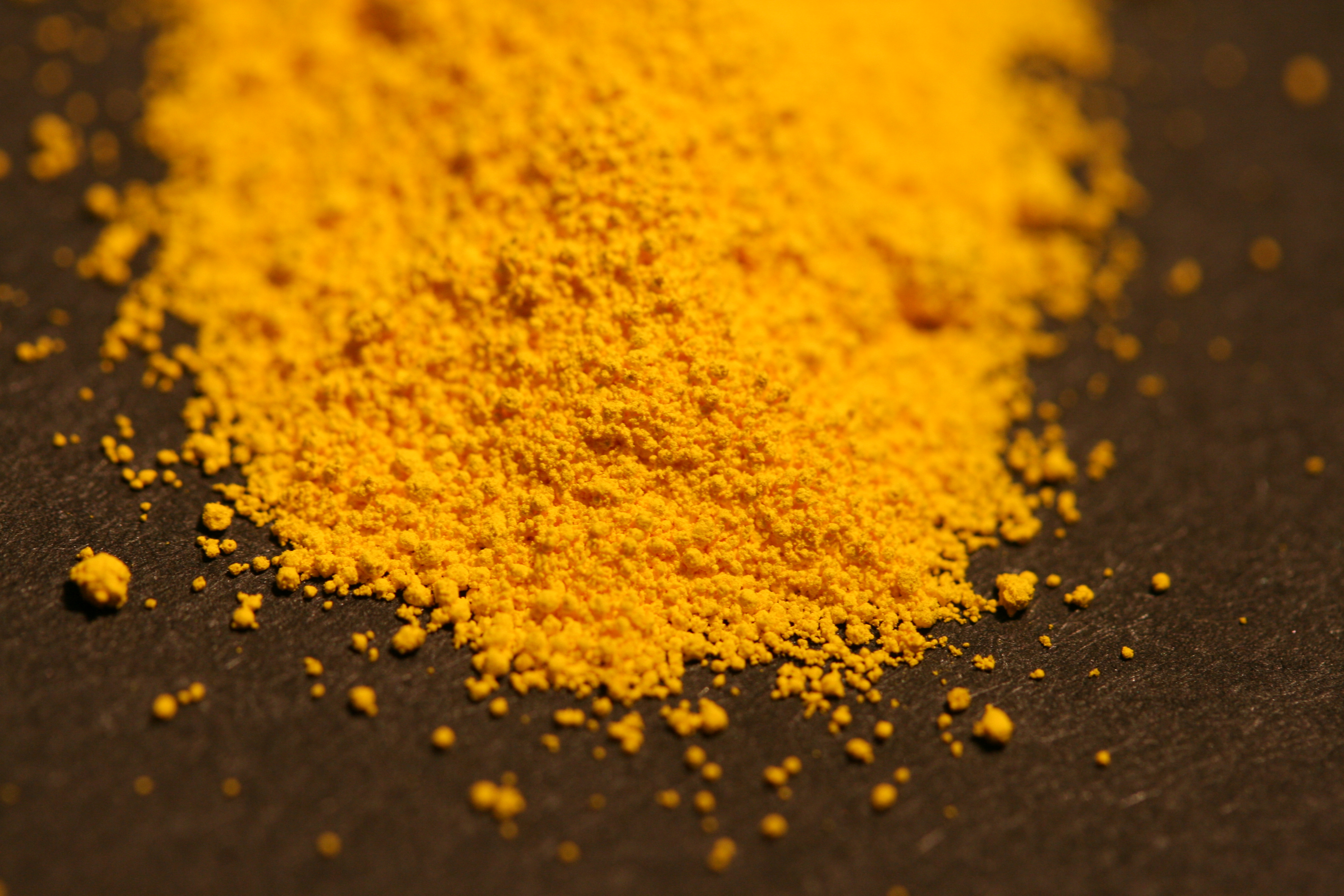

### Toxicidad
El cadmio es un metal tóxico. Puede causar diversos problemas medioambientales y tóxicos para los seres vivos si es inhalado o ingerido.

## Uso en la pintura

### Comportamiento
Se puede usar en diversas técnicas de pintura: Aceite de linaza (óleo), alquídico, acrílico, acuarela, gouache, temple, caseína, encáustica.
Excepto el amarillo limón, que suele ser sustituido por otros pigmentos del mismo color y más resistencia, todos los tonos del pigmento, del rojo al amarillo, tienen muy buena resistencia a la luz.
La capacidad cubriente y el poder colórico es entre bueno y muy bueno, excepto en los tonos anaranjados que es moderado.
Tiene una perfecta resistencia a los álcalis, incluso a la cal. Se puede usar en pintura al fresco pero en el exterior hay que protegerlo del aire para evitar la formación de carbonatos o sulfuros que formarían un velo en la superficie.
En pintura al óleo tiene un tiempo de secado medio a lento, formando una película bastante flexible.

### Combinaciones con otros pigmentos
Se puede mezclar con cualquier otro pigmento, excepto los derivados del cobre.
Rojo de cadmio y naranja de cadmio: Sulfuro de cadmio y seleniuro de cadmio.
El verde cadmio se obtiene mezclando amarillo de cadmio con óxido de cromo verde. Se obtiene un verde con un color muy limpio y resistente a la luz, muy valorado en la pintura al óleo.
El amarillo brillante es una mezcla de amarillo de cadmio y blanco de zinc.